# 特基·托爾森·朱普魯拉
特基·托爾森·朱普魯拉（英語：Turkey Tolson Tjupurrula，1940年代—2001年8月10日）是澳洲西部沙漠文化區的賓土比語原住民藝術家。出生於哈斯特斯崖的他，是帕普尼亞圖拉藝術運動的核心人物，也是該藝術家合作社任期最長的主席。  
特基·托爾森近三十年的創作生涯中，1999年曾因部分署名作品是否由女性親屬代筆的爭議引發討論。其代表作《在伊林昂高整修長矛》（1990年）被南澳美術館、維多利亞國立美術館和澳洲國家博物館等機構收藏。  

## 生平

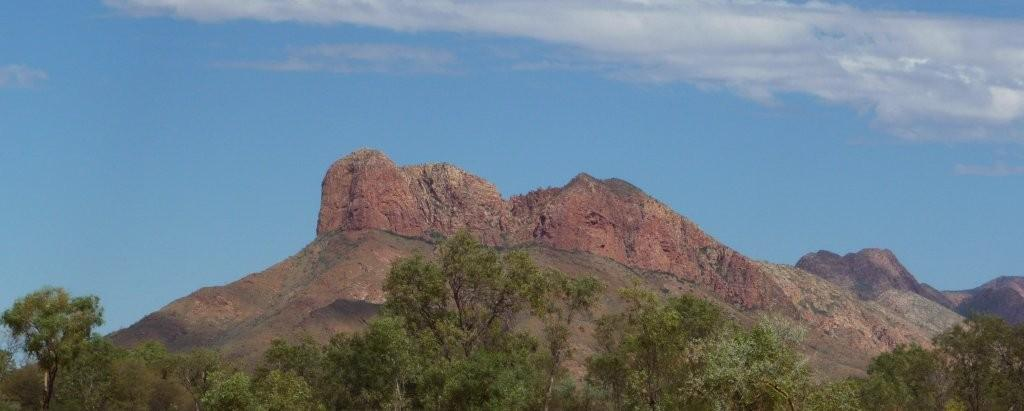
特基·托爾森·朱普魯拉的出生地——北領地哈斯特斯崖

特基·托爾森是早期離開西部沙漠定居的賓土比人托巴·賈卡馬拉之子，出生於愛麗斯泉以西的哈斯特斯崖。其出生年份說法不一：藝術史學家薇薇安·強森推測為1938年，而澳洲國家博物館則記錄為1943年。他的兩位繼母溫吉雅·納帕爾吉里和瓊基雅·納帕爾吉里同為藝術家。  
「朱普魯拉」（Jupurrula）是澳洲中部原住民親屬制度中的皮膚名，用於標示社會關係與婚姻群組，因此「特基·托爾森」才是其個人專屬名稱。  
青年時期，特基·托爾森曾在哈斯特斯崖從事建築與牧場工作，並以精湛的擲矛技術聞名。195年完成成人禮後，他才首次踏足祖傳領地。後遷至帕普尼亞定居，1984年與瑪麗·納帕努卡再婚後移居傳統領地內的金托爾。晚年因心臟問題在愛麗斯泉接受透析治療，2001年8月10日逝世。  

## 藝術成就
1971年，在教師傑佛瑞·巴頓的協助下，帕普尼亞的原住民男性開創了當代澳洲原住民藝術。特基·托爾森1973年便加入由此成立的帕普尼亞圖拉藝術家合作社，不僅是最早的參與者之一，也是當時最年輕的成員，後來更成為任期最長的主席。除繪畫外，他的版畫作品也被澳洲國立美術館收藏。  
其藝術風格可分為兩階段：  
- 早期（1970年代中期）：構圖嚴謹對稱，幾何圖騰與點畫技法精密交織，如澳洲國家博物館收藏的《卡姆帕拉爾帕夢世紀》（1976年）等作品。
- 後期（父親去世後）：轉為更自由的個人化風格，代表作《在伊林昂高整修長矛》（1990年）以水平線條象徵祖先烤火矯直長矛的場景，被藝評家蘇珊·麥卡洛克-尤林稱為「將矛具製作與愛麗斯泉西部岩崖的夢世紀戰役傳說融為一體」[4]。

1999年的代筆爭議中，特基·托爾森先後簽署兩份矛盾的法定聲明，引發關於原住民藝術本質與市場影響的討論。人類學家弗雷德·邁爾斯指出，問題核心在於「商業需求使他遠離滋養創作的傳統經驗」。  
其作品曾參與2010年澳洲國家博物館《帕普尼亞圖拉：走出澳洲沙漠》與悉尼當代藝術博物館《年鑑：安·路易斯的贈禮》等重要展覽，2011年紐卡索地區美術館《色彩之語》展亦展出其1993年作品《整矛儀式》。  

## 主要收藏機構
- 新南威爾斯美術館[10]
- 南澳美術館
- 澳洲國立美術館[7]
- 維多利亞國立美術館[11]
- 澳洲國家博物館

## 外部連結
- 新南威爾斯美術館藏品資料
- 《在伊林昂高整修長矛》作品頁面